# Nuditheca dogieli
Nuditheca dogieli is een hydroïdpoliep uit de familie Halopterididae. De poliep komt uit het geslacht Nuditheca. Nuditheca dogieli werd in 1952 voor het eerst wetenschappelijk beschreven door Naumov. 